# Adolphe Koeler
Jean-Baptiste Adolphe Koeler (Brussel, 22 april 1800 - Stoumont, 16 oktober 1877) was een Belgisch volksvertegenwoordiger.

## Levensloop
Hij was een zoon van Jean-Baptiste Koeler en van Marie Rolin. Hij trouwde met Adelaïde Wauters (1808-1858). Ze hadden een zoon en een dochter, die ongehuwd bleven.
Hij promoveerde tot doctor in de rechten (1829) aan de Universiteit van Luik en vestigde zich als advocaat in deze stad (1829-1853).
Van 1837 tot 1840 was hij gemeenteraadslid van Luik. Van 1840 tot 1859 was hij provincieraadslid en bestendig afgevaardigde voor de provincie Luik. In 1960 werd hij opnieuw provincieraadslid, tot in 1866.
In juni 1859 werd hij liberaal volksvertegenwoordiger voor het arrondissement Luik, maar in juli 1860 hield hij er al mee op.
Hij was medestichter van de krant Le Libéral Liégeois (1845) en was lid (1841-1859) van de vrijmetselaarsloge La Parfaite Intelligence et l'Etoile Réunies in Luik.
Koeler werd in 1857 in de Belgische adel opgenomen en kreeg de baronstitel in 1872, na het overlijden van zijn neef Joseph de Bredy. Hun wapenspreuk luidde Dulce et decorum pro patria mori.